# Georg Grimpe
Johann Georg Grimpe (auch Georg von Grimpe genannt; * 16. Februar 1889 in Leipzig; † 22. Januar 1936 ebenda) war ein deutscher Zoologe. Sein Forschungsschwerpunkt waren die Kopffüßer (Cephalopoda).

## Leben
Grimpe war der Sohn von Georg Grimpe (1853–1927), Gastwirt und Besitzer des Gasthofs Thüringer Hof in Leipzig, und seiner Frau und seiner Frau Christiane Carol. 1909 studierte er in Leipzig Naturwissenschaften, insbesondere Zoologie und Vergleichende Anatomie. Beeinflusst von Carl Chun widmete sich Grimpe zunehmend den Meerestieren, vornehmlich den Kopffüßern (Cephalopoda). Auf diesem Gebiet wurde er bald einer der führenden deutschen Experten mit einem internationalen Ruf. Grimpe betrieb umfassende Studien an den meeresbiologischen Anstalten in Neapel, Villefranche-sur-Mer, Helgoland, Monaco und anderen. 1912 promovierte er mit seiner Dissertation über das Blutgefäßsystem der Kraken. Anschließend arbeitete er als Assistent im Zoo Leipzig. Hier war er vor allem mit der wissenschaftlichen Ausgestaltung des Aquariums und des Terrariums beschäftigt. Ab 1915 assistierte er im Zoologischen Institut der Universität Leipzig, wo er später als Kurator für die Betreuung und Neuaufstellung der umfangreichen Meerestier-Sammlung verantwortlich war. Ab 1922 lehrte Grimpe als Privatdozent an der Universität Leipzig. Er war akademischer Lehrer des späteren Entomologen und Schriftstellers Ernst Jünger (1895–1998), auch von Februar bis April 1925 mit Grimpe an der Zoologischen Station in Neapel studierte. 1928 wurde Grimpe zum Professor ernannt. Im Alter von 24 Jahren fesselte ihn eine Muskellähmung an den Rollstuhl, so dass er besonders bei seinen zahlreichen Exkursionen getragen werden musste. 1933 gehörte er zu den Professoren, die ein Bekenntnis zu Adolf Hitler ablegten. Grimpes publizistische Tätigkeit begann 1913 mit der Veröffentlichung seiner Doktorarbeit in der Zeitschrift für wissenschaftliche Zoologie. 1926 erschien in Zusammenarbeit mit Erich Wagler das meeresbiologische Standardwerk „Die Tierwelt der Nord- und Ostsee“. Ab 1927 war er Chefredakteur der internationalen Zeitschrift Der Zoologische Garten. 1928 war er Herausgeber der vierten Auflage von Brehms Thierleben.
Zu Grimpes wissenschaftlichen Erstbeschreibungen zählen unter anderen die Ordnung Vampyromorpha, die Familien Stauroteuthidae, Bathothaumatidae und Chtenopterygidae, die Unterfamilien Eledoninae und Octopodinae sowie zahlreiche Kopffüßergattungen.
Wie seine Großeltern und Eltern wurde auch Georg Grimpe im Erbbegräbnis der Familie Grimpe in der III. Abteilung des Neuen Johannisfriedhofs, Nr. 71, beerdigt.